# 俄白联盟国
俄白联盟国（俄语：Союзное государство России и Беларуси，發音：[sɐˈjuznəjə ɡəsʊˈdarstvə rɐˈsʲiɪ i bʲɪlɐˈrusʲɪ]），前身為俄白共同体，是由俄羅斯和白俄羅斯於1997年4月2日簽訂《白俄羅斯和俄羅斯聯盟條約》而設立的超国家实体。两国公民可依据该条约在俄白两国间自由生活和定居。

## 形成

### 提案
俄白共同体于1996年4月2日成立。在主张两国统一的白俄羅斯总统卢卡申科的压力下，当时的俄罗斯总统叶利钦发起了联盟的建立，以协调两国之间的政治和经济分歧，卢卡申科试图将自己过于疲弱的经济与俄罗斯的強盛经济連接起来。1997年4月2日，俄白共同体的基础得到加强，签署了“俄罗斯和白俄羅斯联盟条约”，当时该条约把俄白共同体的名称改为俄白联盟。1998年12月25日签署了几项进一步的协定，目的是实现更大程度的政治、经济和社会融合。在中亞方面也有類似見解，如哈萨克斯坦总统纳扎尔巴耶夫在1994年提出了一项类似的建议，设想建立欧亚联盟，但直到2014年5月29日欧亚经济联盟成立，这项提议才获得通过。然而，政治实体的性质仍然模糊不清。

### 推進
1999年12月8日签署了“建立俄罗斯和白俄羅斯联盟国条约”。 其目的是建立像苏联一样的联邦，拥有共同的国家元首、立法机构、旗帜、军徽、国歌、宪法、军队、公民身份和货币。俄罗斯国家杜马于1999年12月22日批准了该联盟，白俄羅斯國民議會于2000年1月26日批准了该联盟。在后一天，“条约”和“联盟”生效。在当前的成员国会谈中，提议在2021年进行更深入的经济一体化。2021年11月，俄罗斯和白俄罗斯签署了一项协议，规定在税收、银行、工业、农业和能源方面的共同政策。軍事方面，2022年俄烏衝突中，白俄羅斯因鄰近基輔，在入侵其中扮演重要角色，之後並在俄國密切支持下，成為擁核國家。政治上則高度服從莫斯科，德國媒體曾主張在俄羅斯的逐步組合拳蠶食下，該國將會很快被俄羅斯聯邦併吞，而盧卡申科則駁斥了名存實亡的說法，他表示俄白一體化的使命不可避免，但暫時還不會統一。

## 机构和法律框架
“建立俄白联盟国条约”设立了以下机构：

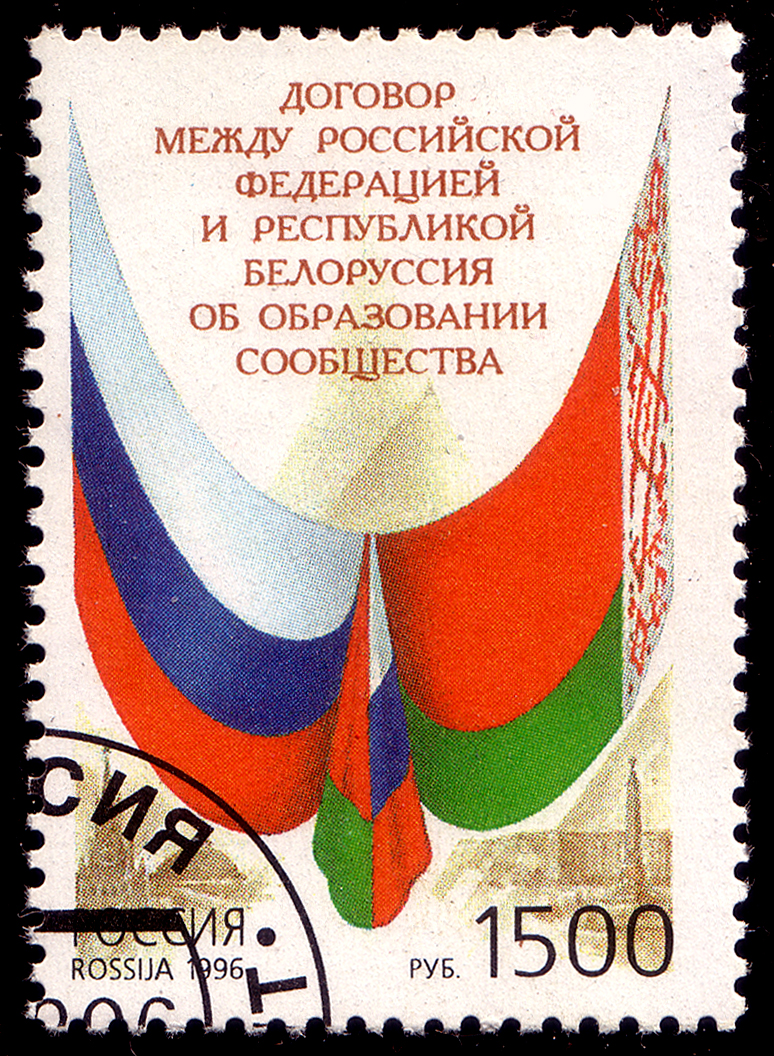
纪念1996年4月2日俄罗斯联邦和白俄羅斯共和国建立联盟条约的俄罗斯邮票。

- 最高国务委员会是俄白联盟国的最高权力机构，由两国总统、总理和两院议长组成。每个国家在议会中只有一票，这实际上意味着所有的决定都必须是一致的。
- 由成员国总理、外交部长、经济部长、财政部长和联盟国务秘书组成的部长会议。
- 两院制联邦议会，包括一个由75名俄罗斯代表和28名白俄羅斯代表组成的众议院，由每个国家的普通民众选举产生；另一个是上议院，每个国家的议员人数相等(36人)，由各自的上议院选出。（注：联邦议会从未实施过）
- 联邦法院，由九名法官组成，任期六年。（注：联邦法院从未设立过）
- 审计院或会计室，控制预算的执行。

每个成员国都保留自己的主权和国际权利，这意味着俄罗斯和白俄羅斯仍然对自己的内政和对外关系负全部责任。除“联盟条约”规定的情况外，联盟不能要求在其他国际组织中有代表，也不能推翻其成员国的立法或政府决定。因此，俄白联盟国最类似于非洲联盟或南美洲国家联盟的超国家联盟。
帕维尔·博罗丁是俄白联盟国务秘书。2000年1月26日，他首次被最高国务院任命，任期四年。2004年和2008年，他的任期又延长了四年。

## 发展动态
在俄白联盟国成立后不久，两个成员国似乎对联盟失去了热情，首先是俄罗斯，然后是白俄羅斯，2001年恢复了对共同边界的海关管制，实际上暂停了关税同盟，直到2010年恢复。在整个联盟实施一种共同货币的计划也已启动，但这些计划已被多次延後。此外，俄罗斯和白俄羅斯迄今没有为联盟设立任何标志，甚至没有设立国旗。 然而，一首名为“主权国家联盟”的歌(俄语： Derzhavny soyuz narodov, 白俄羅斯語： Dzyarzhauny sayuz narodau) 被提议作为联盟的非官方国歌。这首歌是根据苏联国歌改编的，指的是两国更广泛的联盟。2010年11月16日，俄白联盟国网站宣布，“宪法法案”已有99%准备就绪。
2021年4月，兩國提出了更深层次的经济同體。11月4日，在俄白两国联盟国家最高国务委员会視訊会议上，普京和卢卡申科签署了联盟国家同體法令、联盟国家军事学说等一系列文件。

### 共同货币
白俄羅斯总统卢卡申科承诺在2004年1月1日引入一种共同货币。货币没有被采用，计划被延期了一年。2005年1月1日，俄白联盟国再次未能采用共同货币，又一次延期了一年，这在2006年再次发生。在2006年2月2日于明斯克举行的新闻发布会上，白俄羅斯国家银行行长Pyotr Prokopovich宣布，“2007年可能采用共同货币”。然而，这种情况在2007年没有发生。白俄羅斯共和国国家银行宣布，从2008年开始，白俄羅斯盧布将与美元挂钩，而不是与俄罗斯卢布挂钩。

### 公民身份和移徙自由
尽管在一些贸易和政治问题上存在摩擦，但俄白联盟国确实为俄罗斯和白俄羅斯的公民提供了工作和永久定居的权利，而没有对外国国民强制规定的正式移民程序。他们保留其国民护照和其他身份证件。

### 军事
2009年2月10日，俄罗斯和白俄羅斯实施了旨在整合两国军事结构的联合军官培训方案的第一阶段。这个军事集体被称为俄罗斯和白俄羅斯区域部队集团(RGF)。这些行动的目标是确保各国的军事利益得到协调一致的训练、实践和执行，目的是在2009年2月和3月进行战略和战斗训练。 此外，俄罗斯联邦的军事理论规定，“对俄白联盟国成员国的武装攻击以及所有其他涉及对俄白联盟国使用武力的行动”应被视为“对俄白联盟国的侵略行为”，授权莫斯科“采取相应措施”。
2022年2月俄羅斯入侵烏克蘭戰爭爆發時，白俄羅斯即配合，准許俄羅斯由烏克蘭北部邊界入侵烏克蘭。及後，白方於2023年3月批准俄國在其境內部署核武，並於兩個月後正式輸入核彈頭，以威脅西方國家。

### 国旗和国徽

旗帜提案之一。

自1997年俄罗斯和白俄羅斯联盟成立以来，一直没有正式承认有国旗或国徽。有几个关于国旗和国徽的草稿。
已经提出了两项关于俄白联盟国旗的草稿。国旗草稿都是修改自苏联国旗，但代表国家(不是共产主义)。在这两项草稿，两颗金星被放置在红旗上(代表联盟的两个成员国)。
提议中的国徽是对原俄罗斯和白俄羅斯国徽的双头鹰改进。

### 增值税争议
俄罗斯和白俄羅斯一直在原籍国征收增值税，目的是为俄白联盟国提供资金，但从2005年1月1日起，与世界上大多数其他独立国家一样，增值税在目的地国征收。这一变化造成了相当程度的混乱，并扰乱了俄罗斯和白俄羅斯之间的许多贸易活动。2005年2月10日，白俄羅斯的私人企业家举行了为期一天的罢工，抗议两国间的新增值税计划和卢卡申科的经济政策。

### 各國反應
| 阿布哈茲 南奥塞梯                                | 目前都具有俄白联盟国观察员地位。 | 阿布哈兹共和国和南奥塞梯共和国(只有俄罗斯和其他几个国家承认)的总理在非正式发言中表示有兴趣加入俄白联盟国，俄白联盟国发言人也对此表示兴趣。到目前为止，还没有正式的请求。             |
|                                                  | 表示有兴趣在2010年前与俄罗斯和白俄羅斯建立单独的关税同盟。 | 该关税同盟于2010年初按计划成立。哈萨克斯坦提到，可能在一段时间后加入俄白联盟国。 |
|                                                  | 2007年，陷入政治动荡的吉尔吉斯斯坦反对派在全国范围内举行全民公投，以试图加入俄罗斯和白俄羅斯联盟。 | |
| 摩尔多瓦                                         | 2001年，摩尔多瓦总统弗拉基米尔·沃罗宁在当选后立即宣布，他计划让摩尔多瓦加入俄罗斯和白俄羅斯联盟。 | 欧洲一体化联盟在2009年摩尔多瓦选举中掌权后，摩尔多瓦的兴趣转向了欧盟。 |
| 德涅斯特河沿岸                                   | 在2006年的德涅斯特河沿岸全民公决中，97.2%的人口投票支持德涅斯特河沿岸与俄罗斯联邦的联盟(任何国家都不承认)，分析人士说，这表明德涅斯特河沿岸一旦独立，就有可能单方面要求加入俄白联盟国。早在1998年春天，66.5%的德涅斯特河沿岸选民支持加入俄罗斯和白俄羅斯联盟，参加德涅斯特河沿岸国家不具约束力的全民公决。 | 然而，由于没有得到任何成员国的承认，这种情况不太可能在不久的将来发生。 |
| 乌克兰                                           | 针对乌克兰加入俄白联盟国的猜测，乌克兰总统亚努科维奇宣布，乌克兰是一个独立的主权国家，这是政府中任何人都不能质疑的。 | |
| 克里米亞共和國                                   | 克里米亚共和国副总理捷米尔·加利耶夫表示希望顿涅茨克人民共和国（以及其他东南乌克兰地区）组成“乌克兰联邦”并加入俄白联盟国。 | |
| 新俄羅斯 顿涅茨克人民共和国 卢甘斯克人民共和国   | 在2014年烏克蘭親俄騷亂期间，俄罗斯吞并的克里米亚共和国副总理捷米尔·加利耶夫表示希望乌克兰东南部组成“乌克兰联邦”并加入俄白联盟国。 | 然而，只有自称的顿涅茨克人民共和国和卢甘斯克人民共和国脱离了乌克兰，新俄罗斯联邦在2015年初被解散。顿涅茨克人民共和国和卢甘斯克人民共和国已於2022年被併入俄羅斯，但不受國際普遍承認。 |
| 南斯拉夫联盟共和国 塞爾維亞與蒙特內哥羅 塞爾維亞 | 1999年，南斯拉夫联盟共和国议会投票赞成南斯拉夫加入联盟。2007年，托米斯拉夫·尼可利在一次演讲中表示，他希望塞尔维亚加强与欧盟国家的連結，并最终加入欧盟。 | 此后，塞尔维亚向欧盟提交了加入欧盟的申请。 |

### 後續
2006年12月15日，有关俄白联盟国的谈判升温。然而，到2007年1月，谈判陷入僵局，正如白俄羅斯总统卢卡申科所说：“俄罗斯領袖要求我们加入俄罗斯联邦-这就是俄罗斯領袖的想法。我不想埋葬白俄羅斯的主权和独立。“他补充说：“从所有的磋商和讨论中，我了解到我们对建立一个联合国家有不同的做法和理解”，并反对“将白俄羅斯并入俄罗斯的可能性”。
然而，2007年10月19日，俄罗斯总理维克托·祖布科夫宣布，俄白联盟国的预算“明年将增长至少10%，增长将为我们的共同项目提供有价值的资金”  这引发了人们的猜测，即俄罗斯政府重新对这一想法产生了兴趣。
2007年12月13日至14日，白俄羅斯总统卢卡申科、俄罗斯总统普丁和俄白联盟国务秘书帕维尔·博罗丁在明斯克举行了会晤。这次会议得到了媒体的大量关注，并引起了人们的猜测，即俄白联盟国可能确实是两国政府新倡议的重点。最令人感兴趣的是，重新讨论了联邦议会(尽管计划如此，但从未真正实现)和一项能够加强联盟权威的“联邦国家宪法法案”。据国务秘书博罗丁说，会上讨论了该法案的五种变体，每一种都将涉及联盟发展的7至10年过渡时期。还讨论了贸易和能源问题。
2008年5月27日，卢卡申科总统以最高国务委员会主席的身份任命当时的俄罗斯总理和现任总统普京为部长会议主席。  这一举动引发了人们的猜测，即俄白联盟国即将经历一场重大的政治变革。然而，俄白联盟国中最显眼、也是最重要的官员是负责俄白联盟国日常运作的国务秘书。在同次会议上，国务秘书博罗丁宣布，2009年俄白联盟国预算总额将达到60亿至70亿俄罗斯卢布，比2008年增加了20多亿卢布。
2011年8月1日，普丁表示支持俄罗斯、白俄羅斯、可能还有南奥塞梯的联盟白俄羅斯外交部长发言人安德烈·萨维尼赫拒绝了这一想法， 南奥塞梯驻莫斯科大使德米特里·梅多杰夫也表示，“我们的人民在2006年的公投中投票支持独立，他们不喜欢成为俄罗斯联邦的一部分”。
自2015年以来，发展前苏联成员国之间关系的重点是继续发展欧亚经济联盟，这本身就是2010年成立的欧亚关税联盟的进一步发展。它以欧盟一体化为蓝本，由俄罗斯、白俄羅斯、哈萨克斯坦、亚美尼亚和吉尔吉斯斯坦5个成员国组成。塔吉克斯坦也表示有兴趣加入。然而，欧亚联盟只是一个经济联盟，目前，政治一体化仍属于俄白联盟国的职权范围。
2021年4月，兩國提出了更深层次的经济同體。11月4日，在俄白两国联盟国家最高国务委员会视频会议上，普丁和卢卡申科签署了联盟国家一体化法令、联盟国家军事学说等一系列文件。

## 国情简介
|                                           | 俄罗斯联邦                                                                                                   | 白俄羅斯共和国                                                          |
| ----------------------------------------- | --- | ----------------------------------------------------------------------- |
| 国徽                                      | |                                                                         |
| 国旗                                      | 俄罗斯 | 白俄罗斯                                                                |
| 地图                                      | |                                                                         |
| 人口                                      | 146517273 | 9608700                                                                 |
| 面积                                      | 17124442 km2（6611784 sq mi）                                                                                | 207595 km2（80153 sq mi）                                               |
| 人口密度                                  | 8/km2 (21/sq mi)                                                                                             | 45.8/km2 (191/sq mi)                                                    |
| 时区                                      | UTC+3（莫斯科）等                                                                                            | UTC+3                                                                   |
| 专属经济区                                | 8095881 km2（3125837 sq mi）                                                                                 | 207600 km2（80200 sq mi）                                               |
| 首都                                      | 莫斯科 | 明斯克                                                                  |
| 最大城市                                  | 莫斯科 （1251万人）                                                                                          | 明斯克 （199万人）                                                      |
| 政体                                      | 联邦制 半总统制 共和国                                                                                       | 单一制 总统制 共和国                                                    |
| 现任国家元首                              | 弗拉基米爾·普京                                                                                              | 亚历山大·卢卡申科                                                       |
| 现任政府首脑                              | 米哈伊尔·米舒斯京                                                                                            | 罗曼·戈洛夫琴科                                                         |
| 官方语言                                  | 俄语 (事实上)                                                                                                | 白俄羅斯语、俄语 (事实上)                                               |
| 主要宗教                                  | 71% 东正教 13% 无神论 10% 伊斯兰教 >1% 无神论主义的基督教徒 2% other Orthodox >1% 其他宗教（2017年人口普查） | 48.3% 东正教 41.1% 无宗教 7.1% 罗马天主教 3.3% 其他                     |
| 民族                                      | 80.90% 俄罗斯族 8.75% 突厥语族 3.96% 其他印欧人 3.78% 高加索族 1.76% 芬兰 - 乌戈尔和蒙古民族和其他民族       | 83.7% 白俄羅斯族 8.3% 俄罗斯族 3.1% 波兰族 1.7% 乌克兰族 3.2% 其他/不明 |
| 国内生产总值（国际货币基金组织数据）      | $3373 亿 | $458.87 亿                                                              |
| 人均国民生产总值 （国际货币基金组织数据） | $1267.754 美元                                                                                               | $4.885 美元                                                             |